# Hackås församling
Hackås församling är en församling i Södra Jämtland-Härjedalens kontrakt i Härnösands stift. Församlingen ingår i Sydöstra Jämtlands pastorat och ligger i Bergs kommun i Jämtlands län.

## Administrativ historik
Församlingen har medeltida ursprung. 13 april 1860 utbröts Gillhovs församling som sedan 1926 återgick med egen kyrkobokföring till 1940.
Församlingen var till 1532 annexförsamling i pastoratet Näs och Hackås. från 27 juli 1532 till 1864 annexförsamling i pastoratet Oviken, Myssjö och Hackås som till 1650 även omfattade Bergs församling, Rätans församling och Klövsjö församling och från 13 april 1860 Gillhovs församling. Från 1864 till 1962 annexförsamling i pastoratet Näs och Hackås som till 1926 även omfattade Gillhovs församling. Från 1962 till en tidpunkt före 1999 annexförsamling i pastoratet Sunne, Norderö, Näs och Hackås. Från en tidpunkt före 1999 till 2008 annexförsamling i pastoratet Oviken, Myssjö och Hackås. Församlingen ingick från 2008 till  2022 i Södra Jämtlands pastorat, och därefter i Sydöstra Jämtlands pastorat. 

## Kyrkor
- Hackås kyrka
- Gillhovs kapell